# Эцери (Сенакский муниципалитет)
Эцери (груз. ეწერი) — село в Грузии, на территории Сенакского муниципалитета края (мхаре) Самегрело-Верхняя Сванетия.

## География
Село находится в западной части Грузии, на левом берегу реки Зана (левый приток реки Хоби), на расстоянии приблизительно 10 километров (по прямой) к северу от города Сенаки, административного центра муниципалитета. Абсолютная высота — 110 метров над уровнем моря.

## Население
По результатам официальной переписи населения 2014 года в Эцери проживало 198 человек (100 мужчин и 98 женщин). В национальной структуре населения грузины составляли 100 %.
| Год  | Население, человек |
| ---- | ------------------ |
| 2002 | 307                |
| 2014 | ↘ 198              |